# 气压
氣壓泛指是氣體对某一点施加的流体静力壓力，来源為单位面积上的大氣壓力。氣壓的國際單位制是帕斯卡（或簡稱帕，符号是Pa）。在一般氣象學中人们用千帕斯卡（KPa）、或使用百帕（hPa）作为单位。测量氣壓的儀器叫氣壓表。其它的常用单位分别是：巴（bar，1 bar=100,000帕）和公分水银柱（或稱公分汞柱）。在海平面的平均气压约为101.325千帕斯卡（76公分水银柱），这个值也被称为标准大气压。另外，在化學計算中，气压的国际单位是「atm」。一个标准大气压即是1 atm。1个标准大气压等于101,325帕、1,013.25百帕和1.01325巴，或者76公分水银柱高，也就是1,033.6公克重／平方公分。
在地球上，其来源是大气层中空氣的重力，一般正常的空氣壓力1 kg/cm2。在高处之上的大气层比较小，那里的空气重力比低处要小，因此在高处的氣壓比在低處要低。比如在高山上氣壓比在海平面上要低。人們使用氣壓指利用受壓氣體傳遞能量來作功，利用氣壓作動力，簡單的說就是使用壓縮空氣經由氣壓來作氣壓缸、氣壓馬達的動力來源等。

## 大氣壓力及其量度
由馬德堡半球實驗发现，並由意大利科學家埃萬傑利斯塔·托里切利（1608-1647）於1643年第一次成功测量。1643年托里切利倒置一滿貯水銀的長玻璃管，使其開口向下沒入水銀池中，發現不論玻璃管是否直立，管內水銀柱的垂直高度，皆比管外高出76公分，這就是一个大氣壓的概略值。原理是因為大氣壓力擠向水銀池，玻璃管內則是真空，故大氣壓力就等於管內較池內高出的水銀重量。
海拔3,000米以内，大气压会随着高度的提升而下降，其关系为每提高12米，大气压下降1mm-Hg（1毫米水银柱），或者每上升9米，大气压就會降低100Pa。在水壓的壓力度量上，有時亦會以大氣壓力為度量單位，往水下每深入約10公尺即增加1個大氣壓，例如在水深50公尺處，就有將近6個大氣壓。（1大氣壓+5大氣壓）

## 外部連結
- How Atmospheric Pressure Affects Objects[永久]（Audio slideshow from the National High Magnetic Field Laboratory）
- NASA page on the 1976 Standard Atmosphere
- Source code and equations for the 1976 Standard Atmosphere （页面存档备份，存于）
- A mathematical model of the 1976 U.S. Standard Atmosphere
- Calculator using multiple units and properties for the 1976 Standard Atmosphere （页面存档备份，存于）
- Calculator giving standard air pressure at a specified altitude, or altitude at which a pressure would be standard （页面存档备份，存于）
- Some of the effects of air pressure
- Atmospheric calculator and Geometric to Pressure altitude converter

### 實驗
- Movies on atmospheric pressure experiments from （页面存档备份，存于） Georgia State University's HyperPhysics website – requires QuickTime
- Test showing a can being crushed after boiling water inside it, then moving it into a tub of ice cold water. （页面存档备份，存于）